# Brzina svjetlosti
Brzina svjetlosti je brzina širenja elektromagnetskih valova. Brzina svjetlosti u vakuumu osnovna je prirodna konstanta koja iznosi:    
{\displaystyle c\,=\,299\,\,792\,\,458\ \,m/s\,\approx \,300\,\,000\,\,km/s\ }
Iz teorije elektromagnetizma Jamesa Clerka Maxwella proizlazi da je brzina svjetlosti u vakuumu povezana s drugim dvjema prirodnim konstantama, električnom permitivnošću ε0 i magnetskom permeabilnošću μ0 vakuuma: 
{\displaystyle c={1 \over {\sqrt {\mu _{0}\cdot \varepsilon _{0}}}}}
Prema teoriji relativnosti to je najveća moguća brzina u realnome prostorno-vremenskom kontinuumu. U relativističkoj jednadžbi za energiju tijela u mirovanju: 
{\displaystyle E=m\cdot c^{2}}
brzina svjetlosti je konstanta razmjernosti koja povezuje masu m i energiju E.
U optičkim sredstvima poput zraka, vode, stakla i drugih, mjeri se manja brzina svjetlosti. Ona ovisi o relativnoj dielektričnoj permitivnosti εr i relativnoj magnetskoj permeabilnosti μr sredstva, za koje se pak primjećuje ovisnost o frekveniciji i valnoj duljini svjetlosti te njenom intenzitetu
{\displaystyle v={c \over {\sqrt {\mu _{r}\cdot \varepsilon _{r}}}}}

## Uloga u fizici

### Granična brzina
Prema posebnoj teoriji relativnosti, energija tijela mase m i brzine v dana je jednadžbom γmc2, gdje je γ Lorentzov faktor. Ako tijelo miruje, v je jednaka nuli, pa je γ jednak 1, iz čega slijedi E = mc2, koji definira ekvivalenciju mase i energije. Faktor γ se približava beskonačnosti kako se v približava c. To znači da tijelu treba sve više energije za ubrzanje što mu se brzina više približava brzini svjetlosti. Bila bi potrebna beskonačna količina energije kako bi objekt konačne mase dostigao brzinu svjetlosti. Brzina svjetlosti je time gornja granica brzine za objekte koji posjeduju masu. Ovo je eksperimentalno dokazano u mnogim testiranjima relativističke energije i momenta. Brzina svjetlosti je također jedina moguća brzina kojoj se gibaju bezmasene čestice, baždarni bozoni—foton, gluon, a vjerojatno i graviton.

## Povijest
Prije prvih znanstvenih pokušaja mjerenja brzine svjetlosti, najveće rasprave su se vodile oko toga putuje li svjetlost konačnom brzinom, ili se širi prostorom trenutačno (beskonačno brzo). 

### Rømerov pokušaj mjerenja
Danski astronom Ole Rømer je 1676. ustanovio da trenuci opažanja okultacija (kad se nebesko tijelo, gledano sa Zemlje, skriva iza drugog) Jupiterovih satelita (primjer je Io) ovise o brzini širenja svjetlosti. Do tada se smatralo da se svjetlost širi beskonačnom brzinom. Kada se Zemlja nalazi u položaju 1. (vidi sliku dolje), promatrač nalazi da do okultacija dolazi u jednakim vremenskim razmacima, tada se Zemlja niti približava niti udaljava od Jupitera. U položaju 2. Zemlja se udaljava od Jupitera, a promatrač nalazi da trenuci okultacije kasne. Razlog je u tome što je svjetlosti potrebno dodatno vrijeme da prevali povećanu udaljenost do Zemlje. Zamislimo da smo najprije promatrali okultacije u položaju 1., te da smo se premjestili zajedno sa Zemljom u položaj 3., a da putem nismo promatrali okultacije! Znajući u kojim su se razmacima vremena okultacije pojavljivale u položaju 1., predvidjeli bismo vrijeme okultacije kada se nađemo u položaju 3. No do nje ne bi dolazilo još toliko vremena koliko je svjetlosti potrebno da prevali udaljenost od položaja Zemlje 1. do položaja Zemlje 3, a to je duljina 2a. Rømer je izmjerio da ukupno kašnjenje iznosi oko t = 1 000 sekundi. Za brzinu svjetlosti izlazi:
{\displaystyle c={\frac {2\cdot a}{t}}\!}
gdje je: c – brzina svjetlosti, a – udaljenost Zemlje od Sunca, t – vrijeme kašnjenja svjetlosti.
Brojčana vrijednost brzine svjetlosti izravno ovisi o točnosti s kojom je poznata srednja udaljenost do Sunca (u ono vrijeme poznata kao 140 milijuna kilometara). Zapazimo da omjer brzine svjetlosti i brzine Zemlje ne ovisi o srednjoj udaljenosti do Sunca. Naime, kako je brzina gibanja Zemlje po stazi jednaka v = 2aπ / Z, gdje je Z siderička godina, to je:
{\displaystyle {\frac {c}{v}}\,=\,{\frac {Z}{t\cdot \pi }}\!}
gdje je: c – brzina svjetlosti, v = brzina gibanja Zemlje, a – udaljenost Zemlje od Sunca, Z - siderička godina Zemlje, π = 3.14, t – vrijeme kašnjenja svjetlosti.
Rømer je mjerenja provodio oko 8 godina i omjer c : v je izašao oko 7600. Današnje vrijednosti su 299 792 km/s : 29,8 km/s ≈ 10,100. Ustvari Rømer nije napravio nikakav proračun i nije procijenio brzinu svjetlosti. Na osnovi njegovih mjerenja to je obavio Christiaan Huygens i on je dobio za oko 25 % manju vrijednost od današnjih mjerenja. Značajno je da je Rømer dokazao da je brzina svjetlosti konačna. Njegovi rezultati nisu u početku prihvaćeni, sve dok James Bradley 1727. nije otkrio aberaciju svjetlosti. 1809. francuski astronom Jean-Baptiste Joseph Delambre je ponovio Rømerova mjerenja, koja su tada obavljena s mnogo točnijim mjernim instrumentima i dobio za brzinu svjetlosti oko 300 000 km/s. On je ustvari izmjerio da svjetlost putuje sa Sunca do Zemlje 8 minuta i 12 sekundi (stvarna vrijednost je 8 minuta i 19 sekundi).

### Mjerenja na Zemlji
Glavni problem s prvim zemaljskim (terestičkim) mjerenjima je bio što su znanstvenici u eksperimentima mogli proučavati rasprostiranje svjetlosti na relativno malim udaljenostima. Prvi važniji pokušaj je proveo Hippolyte Fizeau pomoću uređaja s rotirajućim zupčanikom kroz čije zupce je propuštao svjetlost. Mjerenjima je 1849. godine dobio vrijednost od oko 313 300 km/s. Léon Foucault je brzinu svjetlosti 1850. godine mjerio s pomoću rotirajućeg zrcala te za nju dobio vrijednost 298 000 km/s. Američki fizičar Michelson za svoja je mjerenja svjetlosti u razdoblju od 1880. do 1920. primio Nobelovu nagradu za fiziku. Koristio se osmostaničnim rotirajućim zrcalom i izvorom svjetlosti udaljenim oko 35 km. Svojim mjerenjima je dobio vrijednost od 299 853 km/s. Poslije je s kolegom Edwardom Morleyjem proveo čuveni Michelson-Morleyjev pokus, u kojem su dokazali da brzina svjetlosti ne ovisi o izvoru niti o brzini kretanja izvora.
Suvremena mjerenja brzine svjetlosti su toliko precizna da je brzina svjetlosti fiksirana na točno 299 792 458 m/s, a onda je prema njoj definirana jedinica duljine metar.